# Марія Хосе Сірі
Марія Хосе Сірі (24 грудня 1976, Тала, Уругвай) — уругвайська оперна співачка (мецо-сопрано). 

## Біографія
Марія Хосе Сірі народилася 24 грудня 1976 року у місті Тала. Вивчала вокал у  Escuela Nacional de Arte Lirico (Монтевідео). Марія виступає на найпрестижніших оперних сценах та є лауреатом багатьох міжнародних вокальних конкурсів. 

## Нагороди
- Concurso Internacional de Canto de Bilbao (2004)[7]